# Championnat d'Égypte de football 1983-1984
Navigation
Saison précédente Saison suivante
La saison 1983-1984 du Championnat d'Égypte de football est la 28e édition du championnat de première division égyptien. Douze clubs égyptiens prennent part au championnat organisé par la fédération. Les équipes sont regroupées au sein d'une poule unique où elles rencontrent leurs adversaires deux fois, à domicile et à l'extérieur. À l'issue du championnat, les deux derniers du classement sont relégués et remplacés par les deux meilleures équipes de D2.
C'est le club du Zamalek SC qui remporte la compétition, après avoir terminé en tête du classement final, avec deux points d'avance sur Al Ahly SC et dix sur Ismaily SC. C'est le 5e titre de champion d'Égypte de l'histoire du club. Le tenant du titre, Al-Moqaouloun, ne prend que la 5e place du championnat, à 14 points du Zamalek.

## Les clubs participants
| - Al Ahly SC - Zamalek SC - Ittihad Alexandrie - Ismaily SC - Tersana SC - Promu de D2 - El-Plastic - Promu de D2 | - Meniya Club - Al Koroum - Al Olympi - Al-Moqaouloun - Al-Masry Club - Ghazl El Mahallah |

## Compétition

### Classement
Le classement est établi sur le barème de points classique (victoire à 2 points, match nul à 1, défaite à 0).
| Rang | Équipe              | Pts | J  | G  | N  | P  | Bp | Bc | Diff |
| ---- | ------------------- | --- | -- | -- | -- | -- | -- | -- | ---- |
| 1    | Zamalek SC (C1)     | 36  | 22 | 15 | 6  | 1  | 26 | 8  | +18  |
| 2    | Al Ahly SC 'C' (C2) | 34  | 22 | 14 | 6  | 2  | 30 | 9  | +21  |
| 3    | Ismaily SC          | 26  | 22 | 9  | 8  | 5  | 22 | 13 | +9   |
| 4    | Al-Masry Club       | 23  | 22 | 9  | 5  | 8  | 26 | 21 | +5   |
| 5    | Al-Moqaouloun T     | 22  | 22 | 6  | 10 | 6  | 15 | 17 | -2   |
| 6    | Ghazl El Mahallah   | 19  | 22 | 3  | 13 | 6  | 18 | 18 | 0    |
| 7    | Meniya Club         | 19  | 22 | 5  | 9  | 8  | 12 | 12 | 0    |
| 8    | Tersana SC P        | 19  | 22 | 6  | 7  | 9  | 15 | 21 | -6   |
| 9    | Ittihad Alexandrie  | 17  | 22 | 3  | 11 | 8  | 8  | 17 | -9   |
| 10   | Al Olympi           | 17  | 22 | 5  | 7  | 10 | 15 | 26 | -11  |
| 11   | El-Plastic P        | 17  | 22 | 5  | 7  | 10 | 16 | 28 | -12  |
| 12   | Al Koroum           | 15  | 22 | 5  | 5  | 12 | 13 | 26 | -13  |

| Légende : Qualifications et relégations | Légende : Qualifications et relégations |
| --------------------------------------- | --- |
|                                         | Qualification pour la Coupe d'Afrique des clubs champions 1985 |
|                                         | Qualification pour la Coupe des Coupes 1985 |
|                                         | Relégation directe en deuxième division |
|                                         | T : Tenant du titre C : Vainqueur de la Coupe d'Égypte P : Promu de D2 (C1) : Vainqueur de la Coupe d'Afrique des clubs champions 1984 (C2) : Vainqueur de la Coupe des Coupes 1984 |

## Bilan de la saison
| Championnat d'Égypte de football 1983-1984 |                              |
| Champion                                   | Zamalek SC (5e titre)        |
| Coupes et trophées                         |                              |
| Vainqueur de la Coupe d'Égypte 1983-1984   | Al Ahly SC                   |
| Qualifications continentales               |                              |
| Coupe d'Afrique des clubs champions 1985   | Zamalek SC (tenant du titre) |
| Coupe des Coupes 1985                      | Al Ahly SC (tenant du titre) |
| Promotions et relégations                  |                              |
| Promus en Egyptian Premier League          | Al Mansourah Sporting Club   |
| Promus en Egyptian Premier League          | Gazl Domiyat                 |
| Relégués en Egyptian Second League         | El-Plastic                   |
| Relégués en Egyptian Second League         | Al Koroum                    |